# Massimo Taibi
Massimo Taibi (* 18. února 1970, Palermo, Itálie) je bývalý italský fotbalista hrající na postu brankáře.

## Statistiky
| Klub              | Sezóna  | Liga   | Liga | Pohár  | Pohár | LM či EL | LM či EL | celkem | celkem |
| Klub              | Sezóna  | zápasy | Goly | zápasy | Goly  | zápasy   | Goly     | zápasy | Goly   |
| ----------------- | ------- | ------ | ---- | ------ | ----- | -------- | -------- | ------ | ------ |
| Licata Calcio     | 1988/89 | 1      | -1   | ?      | ?     | ?        | ?        | ?      | ?      |
| SSD Trento        | 1989/90 | 31     | -31  | ?      | ?     | ?        | ?        | ?      | ?      |
| AC Milan          | 1990/91 | 0      | 0    | ?      | ?     | ?        | ?        | ?      | ?      |
| Como Calcio       | 1991/92 | 34     | -18  | ?      | ?     | ?        | ?        | ?      | ?      |
| Piacenza Calcio   | 1992/93 | 38     | -25  | ?      | ?     | ?        | ?        | ?      | ?      |
| Piacenza Calcio   | 1993/94 | 34     | -43  | ?      | ?     | ?        | ?        | ?      | ?      |
| Piacenza Calcio   | 1994/95 | 38     | -27  | ?      | ?     | ?        | ?        | ?      | ?      |
| Piacenza Calcio   | 1995/96 | 33     | -44  | ?      | ?     | ?        | ?        | ?      | ?      |
| Piacenza Calcio   | 1996/97 | 34     | -44  | ?      | ?     | ?        | ?        | ?      | ?      |
| AC Milan          | 1997/98 | 17     | -18  | ?      | ?     | ?        | ?        | ?      | ?      |
| AC Venezia        | 1998/99 | 33     | -42  | ?      | ?     | ?        | ?        | ?      | ?      |
| AC Venezia        | 1999    | 1      | -1   | ?      | ?     | ?        | ?        | ?      | ?      |
| Manchester United | 1999/00 | 4      | -11  | ?      | ?     | ?        | ?        | ?      | ?      |
| Reggina Calcio    | 2000    | 18     | -17  | ?      | ?     | ?        | ?        | ?      | ?      |
| Reggina Calcio    | 2000/01 | 34     | -48  | ?      | ?     | ?        | ?        | ?      | ?      |
| Atalanta Bergamo  | 2001/02 | 30     | -47  | ?      | ?     | ?        | ?        | ?      | ?      |
| Atalanta Bergamo  | 2002/03 | 33     | -46  | ?      | ?     | ?        | ?        | ?      | ?      |
| Atalanta Bergamo  | 2003/04 | 46     | -36  | ?      | ?     | ?        | ?        | ?      | ?      |
| Atalanta Bergamo  | 2004/05 | 22     | -28  | ?      | ?     | ?        | ?        | ?      | ?      |
| Atalanta Bergamo  | 2005    | 0      | 0    | ?      | ?     | ?        | ?        | ?      | ?      |
| FC Turin          | 2005/06 | 42     | -31  | ?      | ?     | ?        | ?        | ?      | ?      |
| FC Turin          | 2006/07 | 3      | -5   | ?      | ?     | ?        | ?        | ?      | ?      |
| Ascoli Calcio     | 2007/08 | 34     | -35  | ?      | ?     | ?        | ?        | ?      | ?      |
| Ascoli Calcio     | 2008/09 | 13     | -14  | ?      | ?     | ?        | ?        | ?      | ?      |
| Ascoli Calcio     | Celkově | 565    | -604 | ?      | ?     | ?        | ?        | ?      | ?      |

## Úspěchy

### Klubové
- - 1× vítěz Interkontinentálního poháru (1999)